# 미나스제라이스 연방대학교
미나스제라이스 연방대학교(Universidade Federal de Minas Gerais, UFMG)는 브라질 미나스제라이스주 벨루오리존치에 있는 대학교이다.